# Guatteria cinnamomea
Guatteria cinnamomea är en kirimojaväxtart som beskrevs av D. R. Simpson. Guatteria cinnamomea ingår i släktet Guatteria och familjen kirimojaväxter. Inga underarter finns listade i Catalogue of Life.